# Ас-Саалиби
Абу́ Мансу́р Абду́л-Ма́лик ибн Муха́ммад ас-Саа́либи (иногда: Таалиби, араб. عبد الملك بن محمد بن إسماعيل الثعالبي‎; 961, Нишапур, — 1038) — арабский учёный-филолог.

## Труды
Абдул-Малик ас-Саалиби родился в 961 году в Нишапуре. Был придворным историком Газневидов. Ас-Саалиби является автором трудов по стилистике и лесикологии и составителем антологий. Основной труд ас-Саалиби «Йатимат ад-дахр фи махасин ахль аль-аср» («Жемчужина века») является антологией сочинений арабских авторов предыдущих поколений. Материалы этой антологии рассортированы по странам, а цитаты из произведений авторов сопровождаются краткими биографическими описаниями (опубликован в Дамаске в 1887 году, 4 тт.). Другое его произведение — книга «Фикх аль-Луга» — лексикографический труд, в котором слова разбиты по классам. Эта книга была опубликована в Париже (1861), Каире (1867) и Бейруте (1885, неполный).
Ас-Саалиби написал продолжение «Йатимат ад-дахр» — «Татиммат аль-Йатима». Он также является автором сборника арабских синонимов, сочинений по риторике, назидательных и развлекательных произведений, сборника исторических анекдотов, пословиц и интересных историй.